# یواس‌اس مری ام (اس‌پی-۳۲۷۴)
یواس‌اس مری ام (اس‌پی-۳۲۷۴) (به انگلیسی: USS Mary M (SP-3274)) یک کشتی بود که طول آن ۶۴ فوت ۰ اینچ (۱۹٫۵۱ متر) بود. این کشتی در سال ۱۹۰۴ ساخته شد.